# Craveri's alk
Craveri's alk (Synthliboramphus craveri) is een vogel uit de familie Alcidae (alken). Het is een kwetsbare vogelsoort die broedt in de Golf van Californië. De vogel werd in 1845 door Federico Craveri verzameld en pas 20 jaar later door Tommaso Salvadori beschreven en vernoemd naar Craveri.

## Kenmerken
De vogel is 25 cm lang. Het is een kleine zwartwitte zeevogel die lijkt op een alk. Deze alk is zwart van boven en het zwart vormt een brede kraag tot op de borst. De vogel is wit op de keel, borst en buik; op de kop reikt het zwart tot net onder de snavel en het oog.

## Verspreiding en leefgebied
Deze soort komt voor aan de westkust van Noord-Amerika en Mexico. De vogel broedt op een aantal eilanden in de Golf van Califormië, waaronder het natuurreservaat Tiburón. Ze nestelen in rotsholten, maar ook wel in holen in de grond in de buurt van grote stenen en vegetatie. De vogel verblijft buiten de broedtijd op open zee in de Golf van Californië en langs de westkust van Noord- en Midden-Amerika tot mogelijk Guatemala.

## Status
Craveri's alk heeft een beperkt broedgebied en daardoor is de kans op uitsterven aanwezig. De grootte van de populatie werd in 2016 door BirdLife International geschat op 9 tot 15 duizend individuen en de populatie-aantallen nemen af. De eilanden waarop ze broeden zijn niet vrij van ratten en verwilderde katten, die een gevaar vormen voor broedende vogels, hun eieren en hun kuikens. Verder bestaat er een risico op olievervuiling en bovendien verdrinken zeevogels in drijfnetten van de beroepsvisserij. Om deze redenen staat deze soort als kwetsbaar op de Rode Lijst van de IUCN.